# دير مار بهنام
دير الشهيدين مار بهنام وأخته مارت سارة (بالسريانية: ܕܝܪܐ ܪܡܪܝ ܒܗܢܡ ܘܡܪܬ ܣܪܐ)‏ هو دير للسريان الكاثوليك يقع بمحافظة نينوى بشمال العراق. يبعد الدير مسافة 14 كم جنوب بلدة بغديدا وحوالي 30 كم جنوب شرق الموصل. تبع الدير منذُ نشأته كنيسة المشرق والكنيسة السريانية الأرثوذكسية ومن ثم أصبح بيد السريان الكاثوليك بعد تحول أهالي بلدة بغديدا إلى الكثلكة في القرن الثامن عشر.
يعود تاريخ الدير إلى القرن الرابع الميلادي، تضرر قبر مار بنهام بشدة في 19 مارس من عام 2015 من قبل تنظيم الدولة الإسلامية (داعش)، وتم تدنيس اللوحات الجدارية الخارجية في جميع مباني الدير. بعد تحرير المنطقة من سيطرة داعش أعيد ترميم الدير أوائل ديسمبر من عام 2018 وعاد الدير إلى حالته السابقة.

## تاريخ
تم بناء الدير في القرن الرابع ويرتبط بقصة الأمير الآشوري مار بهنام والذي أصبح مسيحياً مع أخته سارة وأربعون من اتباعه على يد متى الناسك، فلما علم والده الملك سنحاريب بالأمر أمر بقتلهم جميعا. غير أنه وفقاً للتقاليد ندم الملك ندماً شديداً على ذلك وتكفيرًا عن استشهاد ابنه مار بهنام وابنته سارة بعد اعتناقهما المسيحية، قام ببناء ديراً حيث أنشا بدايةً قبة على مكان الذي تم القتل فيه وتسمى تلك القبة ب (الجب) وهي تحت مستوى سطح الأرض بأمتار، حيث تحتضن رفاتهم.
بعد إنشائه، كان الدير جزءًا من كنيسة المشرق حتى القرن الرابع عشر كما يتضح من النقوش المغولية التي تركها الحجاج المسيحيون المغول في القرن الثالث عشر، والذين ساهموا بشكل كبير في العالم المسيحي تحت رعاية الكنيسة السريانية الأرثوذكسية. وتُظهر النقوش على المنحوتات في الكنيسة أنه تم إجراء ترميمات على الدير في عام 1164 وما بين عام 1250 وعام 1261. وتُظهر السجلات أن الدير عانى كثيرًا خلال الفترة من عام 1743 إلى عام 1790 بسبب الهجمات التي نفذها نادر شاه والحكام المسلمين الفُرس لاحقًا ضد المسيحيين في المنطقة. ويذكر التأريخ ان أهل الدير استقبلوا المسيحيين الذين هجروا من تكريت ابان القرن الحادي عشر يوم تضعضعت اوضاع السريان هناك فعمروه واهتموا به وسكنوا جواره، ويدل ذلك على الكتابات التي نقشت عليه في امكنة مختلفة منه والتي هي تحفة أثرية، فضلا عن احتوائه على مكتبة كبيرة تحتوي على نفائس الكتب في جميع المجالات وخاصة الدينية والتأريخية والمخطوطات النادرة.
أقام رهبان الدير اتصالات مع الكنيسة الرومانية الكاثوليكية في روما في أواخر القرن الثامن عشر طالبين الحماية ضد نادر شاه، مما أدى إلى تحول سكان بغديدا تدريجياً إلى الكنيسة السريانية الكاثوليكية.
في عام 1790، استولت الكنيسة الكاثوليكية على الدير واستمر لمدة ثماني سنوات حتى استعادت الكنيسة السريانية الأرثوذكسية السيطرة عليه. ولأسباب غير معروفة، هجر الرهبان الدير عام 1819 - على الأرجح بسبب فقدان رعايهم في تلك المنطقة. عادت الكنيسة السريانية الكاثوليكية إلى حيازة الدير، وأعادت إعماره في عام 1839؛ واستمرت في هذه الحالة حتى الوقت الحاضر باستثناء ثلاث سنوات من التخلي عنها نتيجة سيطرة تنظيم الدولة الإسلامية (داعش) عام 2014.
الدير هو المقر السابق لعدد من بطاركة السريان الأرثوذكس.

### الوضع الحالي
أعيد ترميم الدير وتوسيعه سنة 1986 ويعتبر اليوم من المراكز الدينية الهامة في العراق حيث يزوره المسيحيون والمسلمون على حد سواء من أجل التبرك.
خلال هجوم شمال العراق عام 2014، سيطرت القوات الجهادية التابعة للدولة الإسلامية في العراق والشام على الدير. وقامت القوات بإزالة الصلبان من الدير، وهددت الرهبان بالإعدام ثم طُرد الرهبان الذين لا يحملون شيئًا سوى الملابس على ظهورهم. في 19 مارس عام 2015، نشر تنظيم الدولة الإسلامية صوراً تُظهر تفجير ضريح مار بهنام التاريخي. بعد أكثر من عامين من الاحتلال حررت قوات الأمن العراقية الدير والمنطقة المحيطة به في 20 نوفمبر عام 2016. وأُعيد ترميم الدير أوائل ديسمبر من عام 2018 وعاد الدير إلى حالته السابقة.

## مواقع خارجية
- دير مار بهنام الشهيد في مدينة الموصل بالعراق
- بهنام وسارة، الصرح والتاريخ